# 長尾寺
長尾寺（ながおじ）は、香川県さぬき市長尾西にある寺院。補陀洛山（ふだらくさん）、観音院（かんおんいん）と号す。本尊は聖観世音菩薩。四国八十八箇所第八十七番札所。
- 本尊真言：おん あろりきゃ そわか
- ご詠歌：あしびきの山鳥の尾の長尾寺（ながおでら）　秋の夜すがら御名（みな）をとなえよ
- 納経印：当寺本尊、長尾天神宮

## 歴史
寺伝によれば天平11年（739年）行基が当地で楊柳に霊夢を感じその木で聖観音菩薩像を刻み、堂宇に安置したのが始まりとされ、その当時は法相宗とされた。なお、寂本の『四国偏礼霊場記（1689年刊）』には、聖徳太子が創建し、本尊聖観音菩薩像は空海作で同時に阿弥陀如来を造り当寺を再興したとなっている。
空海（弘法大師）が渡唐前、入唐求法の成功を祈願し年頭七夜の護摩の秘法を修し、その7日目の夜に護摩符を丘の上より人々に投げ与えたとの伝説があり、これは毎年1月7日の「大会陽福奪い」として今に伝わっている。天長2年（825年）唐より帰朝した空海は大日経を一石に一字写経の万霊供養塔（現存せず）を建立し伽藍を整え真言宗に改宗した。
その後、幾度かの兵火により堂宇は失われたが、慶長年間（1596年 – 1615年）生駒氏によって再興、長尾観音寺と呼ばれる。天和元年（1681年）には藩主松平頼常が堂塔を寄進、翌々年には讃岐七観音の随一とし、真言宗から天台宗に改宗される。元禄6年（1693年）には寺領を賜り観音院長尾寺と改称する。
なお、静御前が源義経と別れた後、母の磯禅師と共に当寺を訪れ、得度したとの言い伝えもあり、静御前の位牌や剃髪塚が遺存する。。

## 伽藍
- 山門:日本三大名門の1つという。寛文10年（1670年)建立とされ、三つ棟木という珍しい工法で知られる。
- 本堂：2014年5月18日だけ本尊が開帳された。「一隋音観七」の扁額が外陣の上にかかっている。
- 大師堂:大正時代に再建された[2]。
- 護摩堂
- 薬師堂

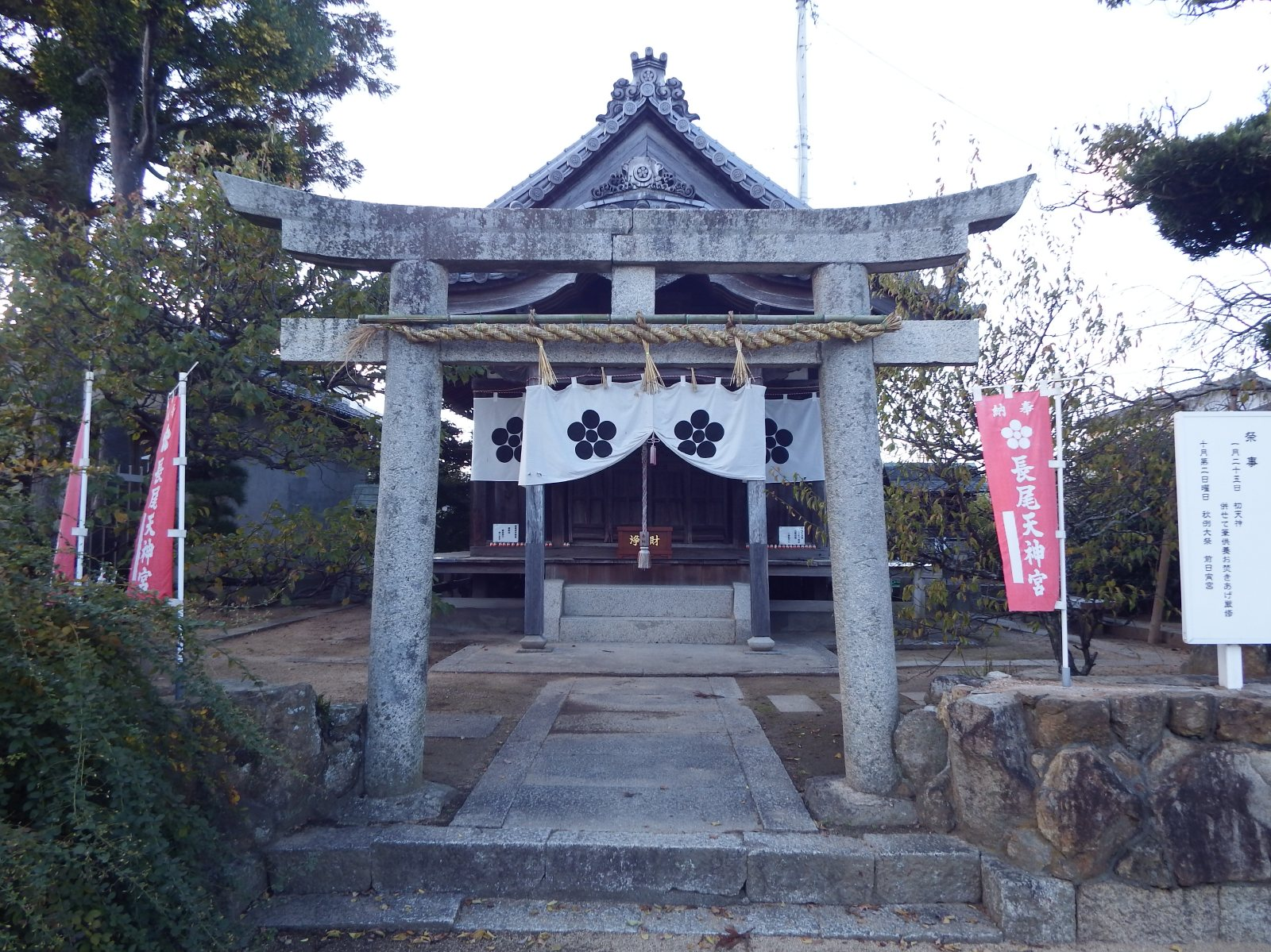
長尾天満自在天神宮

- 長尾天満自在天神宮：1710年建立、当山鎮守。平安時代、当寺住持の明印と菅原道真は親交があり、讃岐国司から九州へ左遷の時お互い分かれを惜しんだとの古事から建立された。
- 静御前剃髪塚
- ラジオ塔：戦前の街頭ラジオ。四国に残る3つのうちの一つ。
- 本坊膳所：点心の食事ができる（完全予約制）
- 句碑：山頭火「水ちろ／＼柄杓もそへて」が静御前剃髪塚の前下に、山頭火「春風のちよいと茶店ができました」が山門入って左でお休み処静の脇にある。山頭火「てふてふひらひらいらかをこえた」が大師堂の前方の植え込みの前にある。
- 厄よけ玉お祓い所：天満宮の左にあり、陶器製の玉を石に投げて厄を払う。納経所で玉を販売している。

仁王門をくぐって正面に本堂、その右に大師堂がある。納経所は本堂の左の本坊の左にある。
- 宿坊：なし
- 駐車場：境内の中にある。大型車は境内の入口道路脇にある。駐車料金は普通車で200円を納経所に払う。
- お寺情報：土日は個数限定で、お寺の手作りおはぎを納経所で売っている。

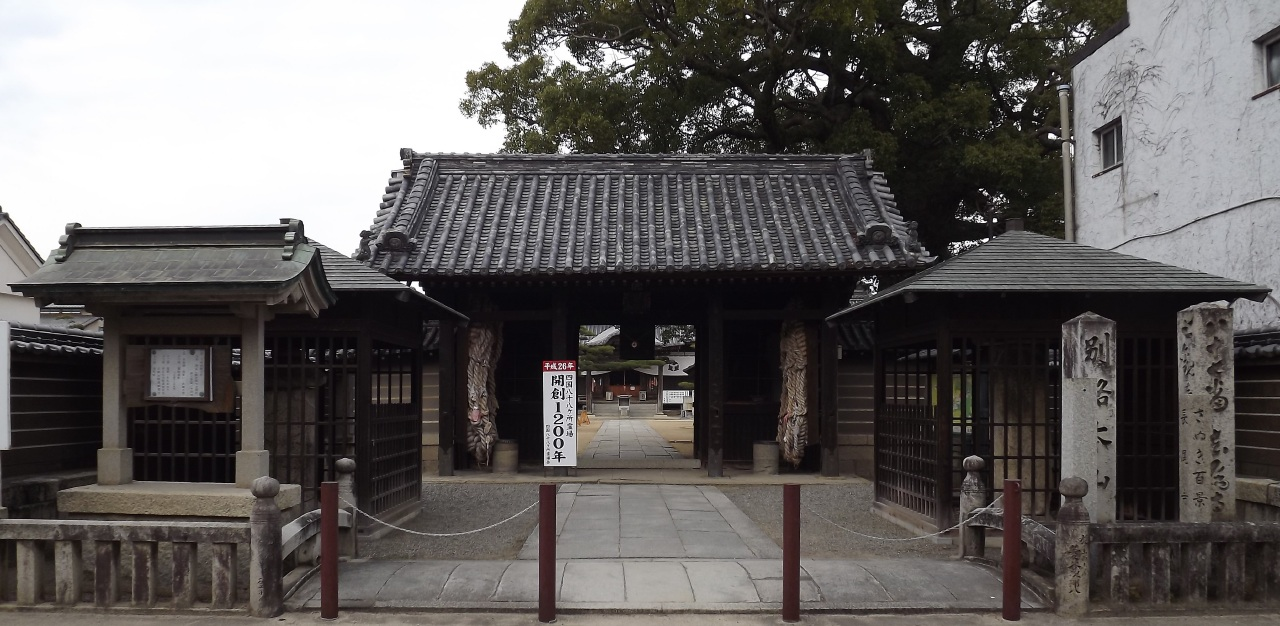
山門
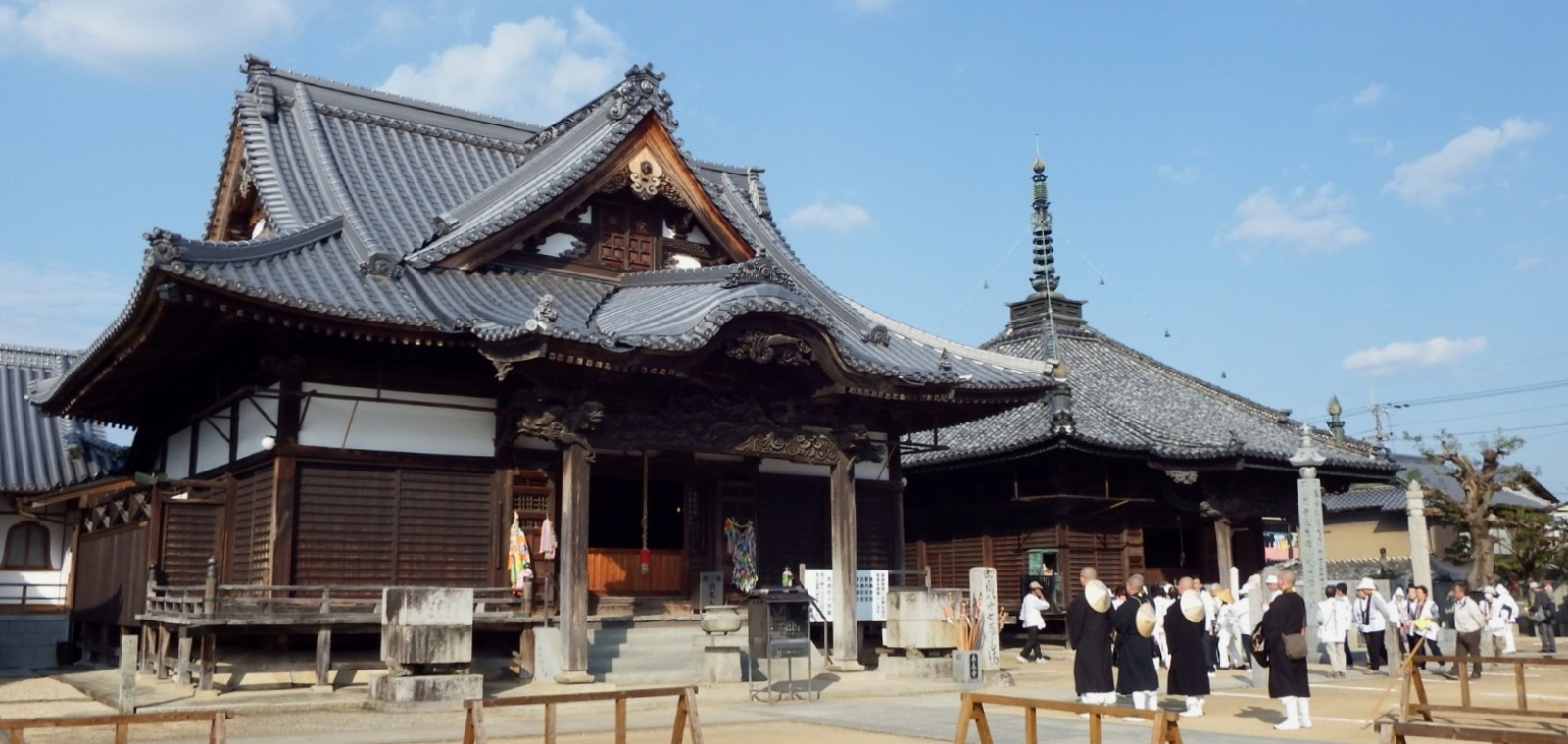
本堂と大師堂
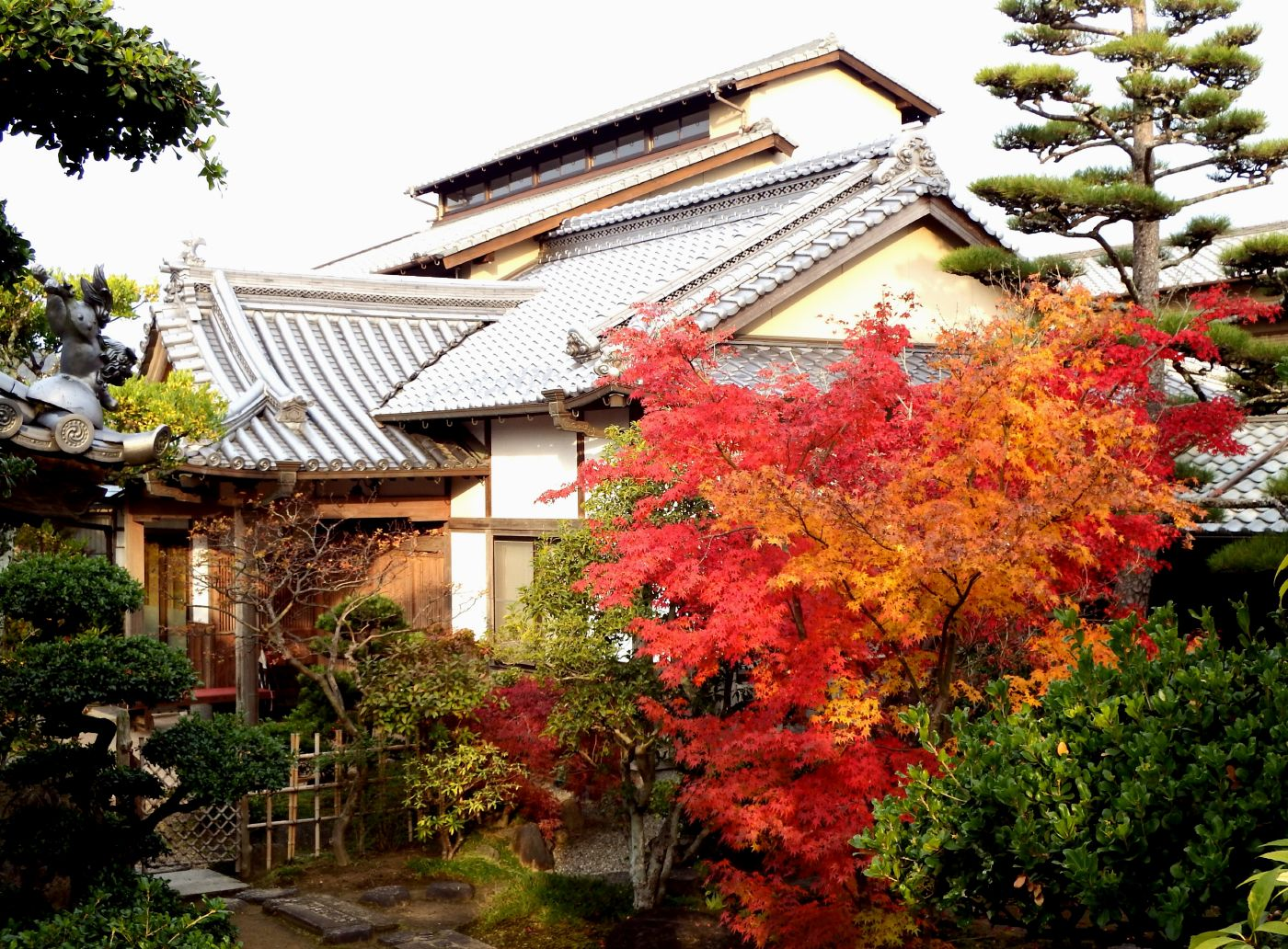
本坊の庭園
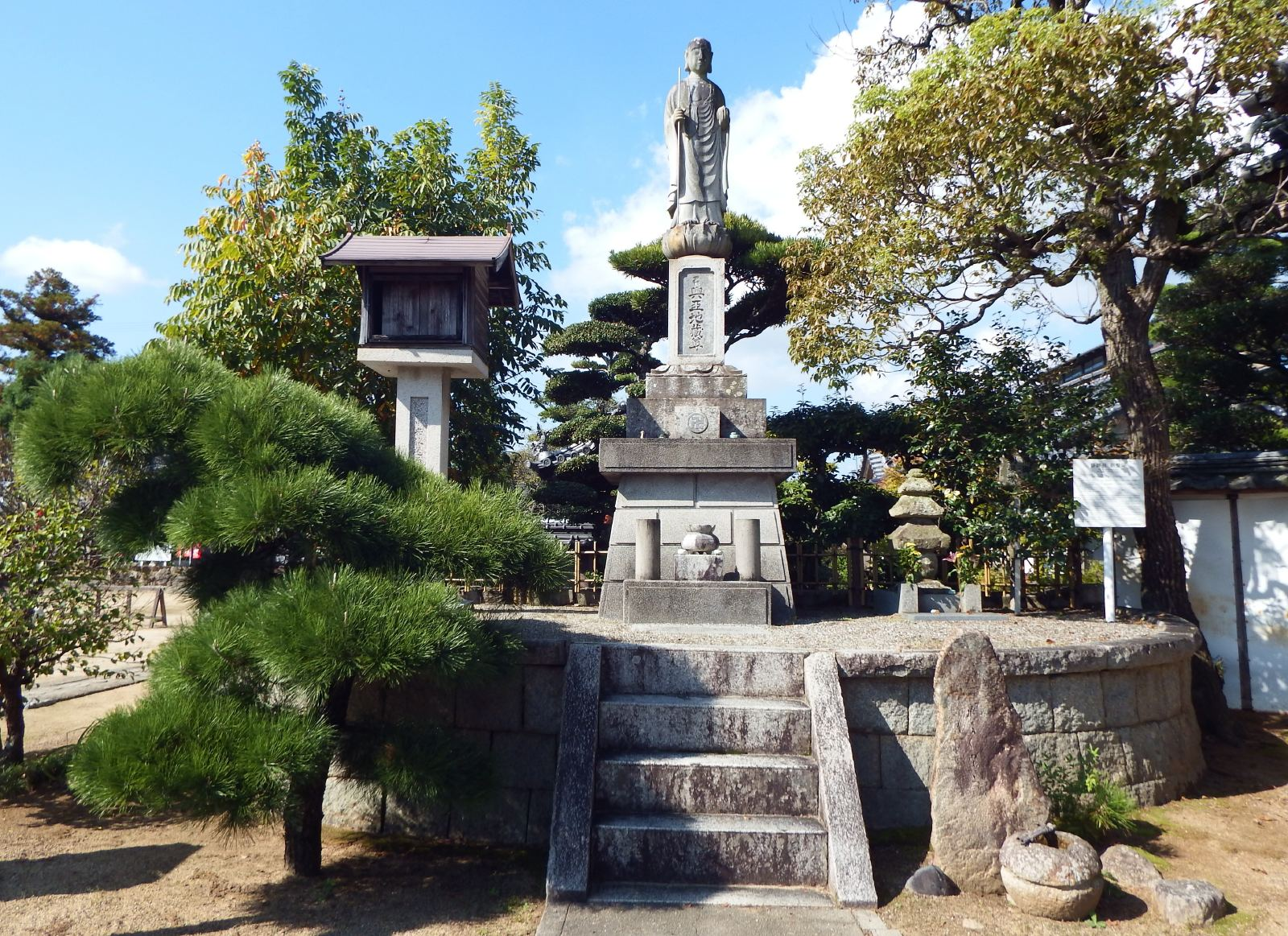
右が静御前の剃髪塚、左は「ラジオ塔、右前は山頭火句碑

## 文化財
重要文化財
- 経幢2基：石造。西側のものが弘安6年（1283年）[3]、東側のものが弘安9年（1286年）の建立[4]。昭和29年9月17日指定[3][4]

さぬき市指定有形文化財
- 東門：栗林公園の北側にあった正門(延享年間建築)を大正2年に払い下げを受け忠実に再現移築した。[5]

香川の保存木
- クスノキ：樹高 19 m、胸高幹周 5.45 m、枝張り 25×22.1 m、平成17年12月6日指定[6]

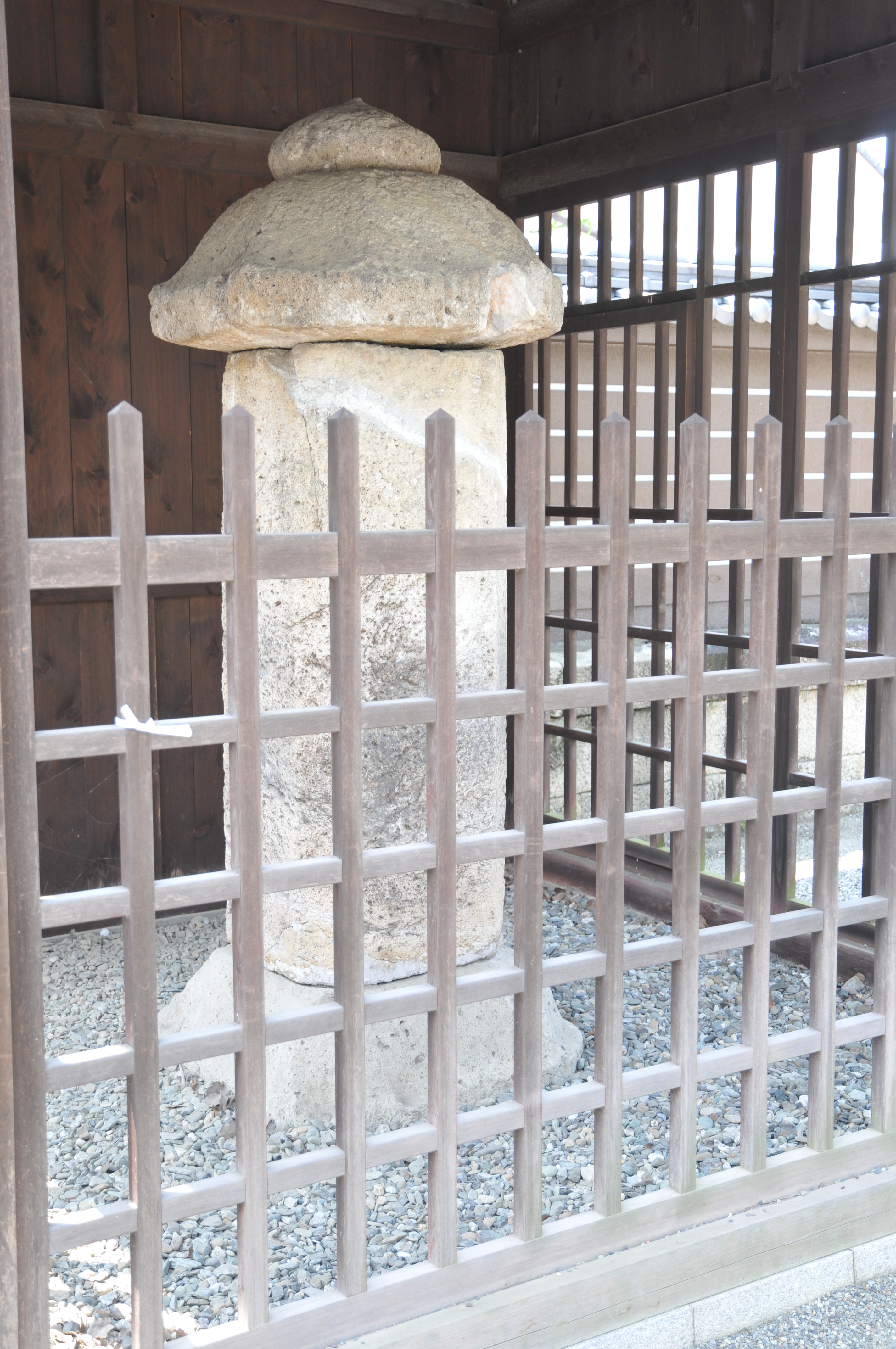
経幢（1283年、左の西側）
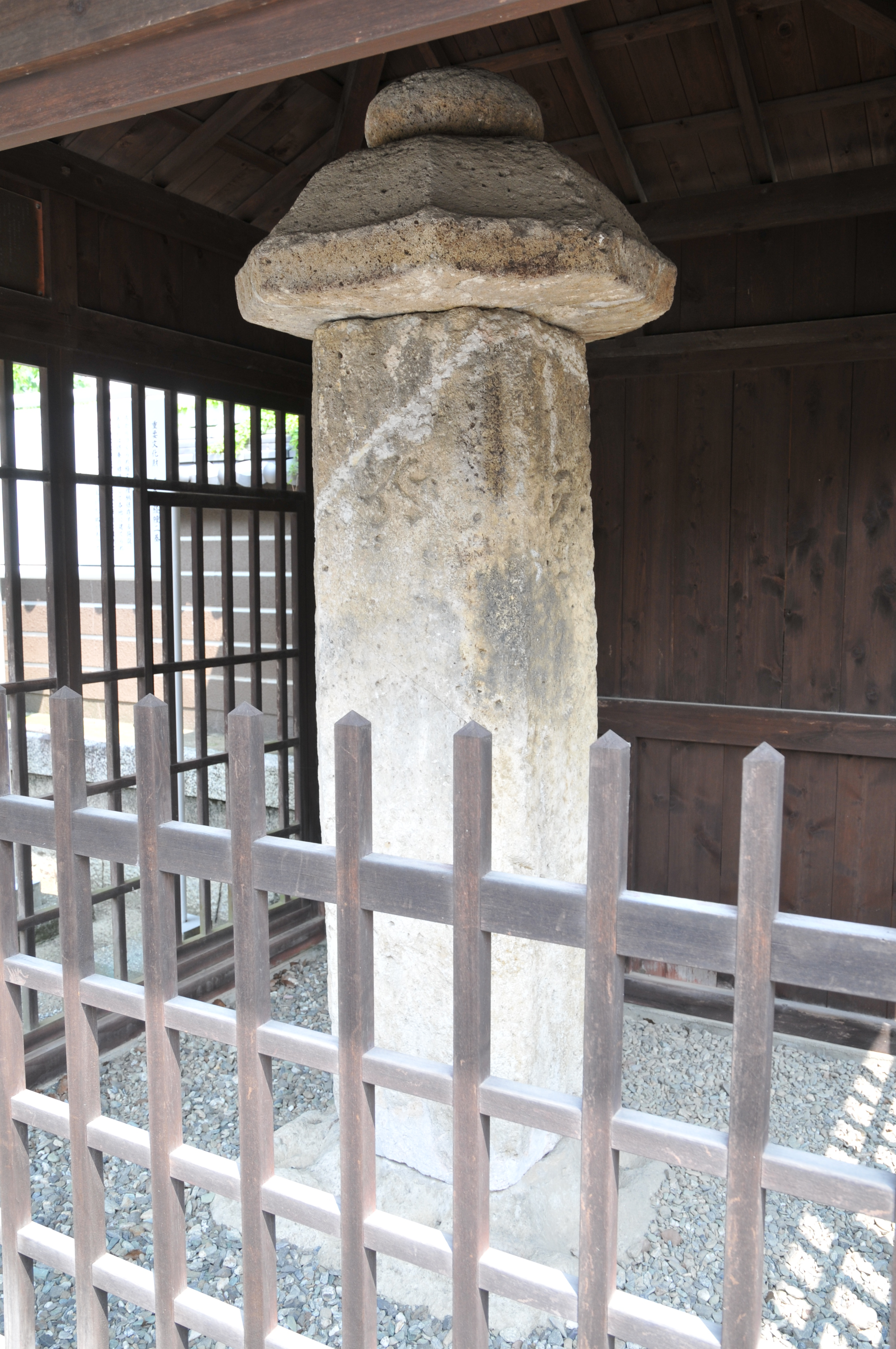
経幢（1286年、右の東側）
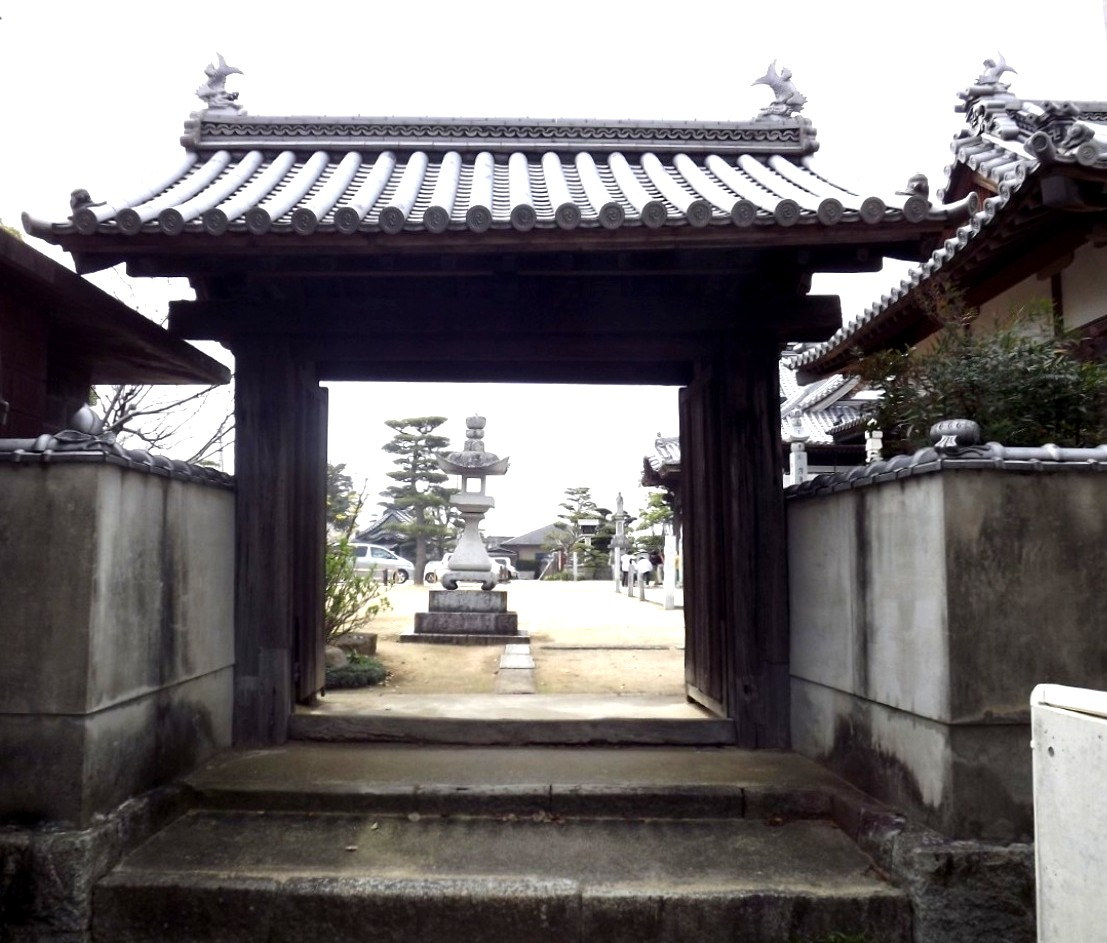
東門
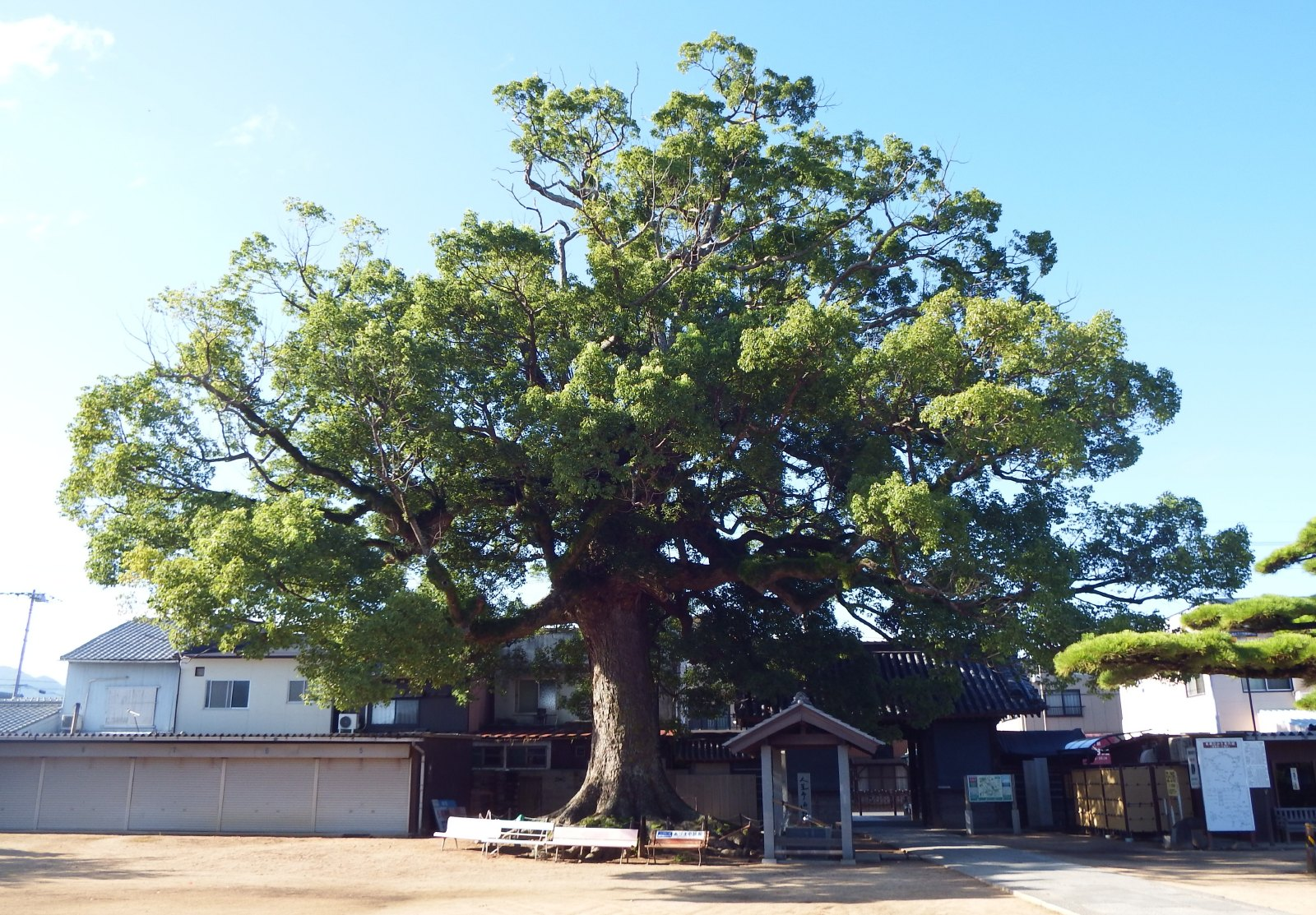
保存木のクスノキ

## 交通アクセス
鉄道
- 琴電（ことでん） 長尾線 – 長尾駅 (0.2 km)

（同線は高松から当寺への参拝目的で長尾線の前身である高松電気軌道によって敷設された。）
バス
- さぬき市コミュニティバス 志度 - 多和線・市内循環線 「東町」下車 (0.3 km)
- さぬき市コミュニティバス 志度 - 多和線・市内循環線 「大川バス本社前」下車 (0.3 km)
- 大川バス 引田線 「大川バス本社前」下車 (0.3 km)

道路
- 一般道：香川県道3号志度山川線 東町 (0.4 km)
- 自動車道：高松自動車道 志度IC (7.0 km)

## 奥の院

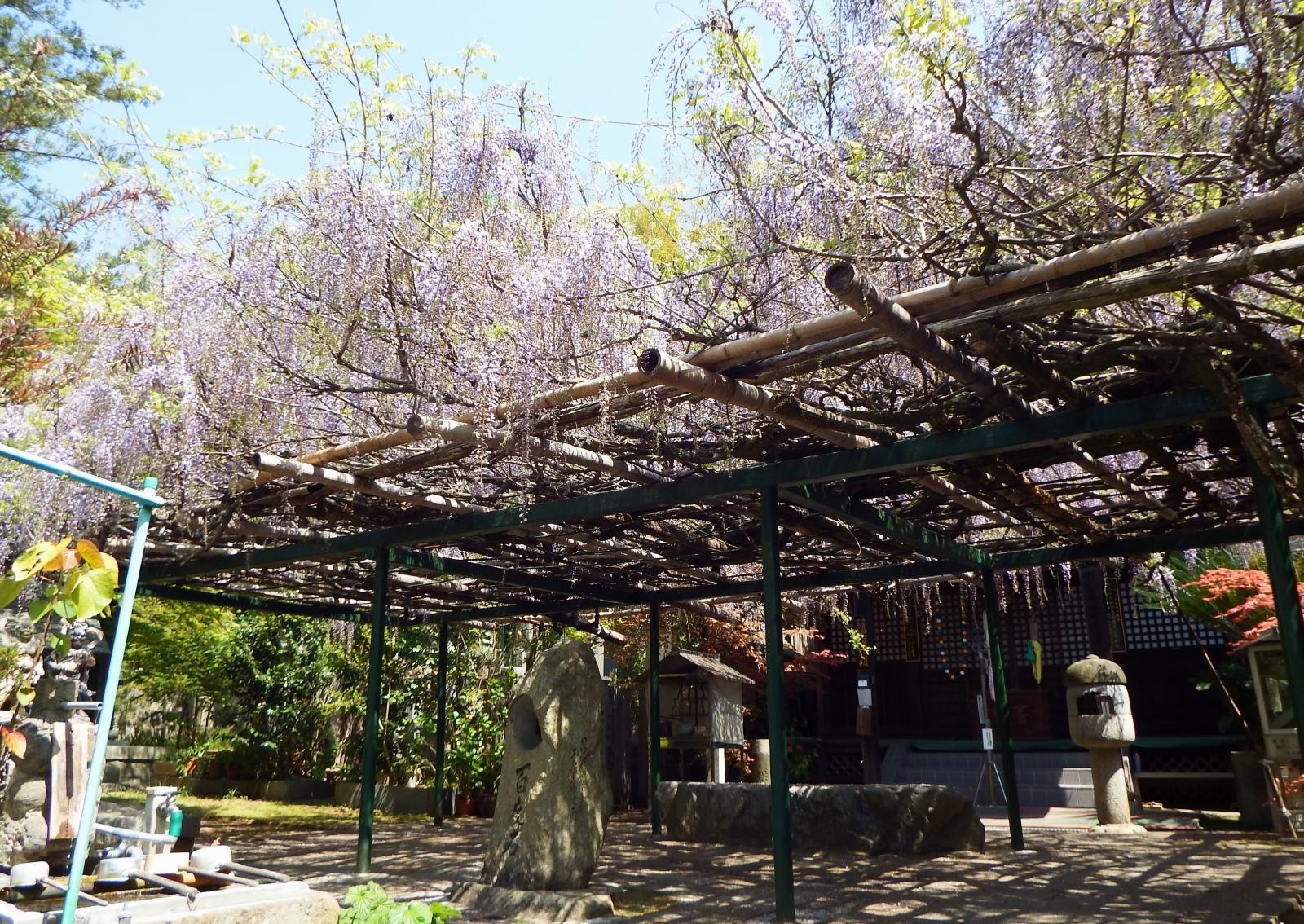
玉泉寺の境内

玉泉寺
空海（弘法大師）が弘仁5年（814年）に、この地で霊石を感得したのが始まりと云われている。本堂の前の境内いっぱいに藤棚がある。山号は霊雲山、本尊は日切地蔵菩薩で、天台宗山門派である。
- 所在地：香川県さぬき市造田宮西1022番地2 （玉泉寺）

## 前後の札所
四国八十八箇所
86 志度寺 --(7.0 km)--  87 長尾寺 --（15.1 km：相草・助光経由）-- 88 大窪寺

## 周辺の番外霊場
長福寺
弘法大師が極楽寺再興の折、上野山の山上にあった庵である峰寺を極楽寺の塔頭として現在地へ移転させ極楽寺東院として開基した。往時は再興された極楽寺とともに東讃僧徒の学問所で談義所、歴代朝廷の勅願所として栄えた。本尊は伝弘法大師作・千手観音。重文の木造薬師如来坐像（桧の一木造り、素地、144.5cm、藤原時代作、明治34年3月27日指定）がある。さぬき三十三観音霊場第四番札所。
- 所在地：香川県さぬき市鴨部 （長福寺）

霊芝寺
弘法大師の開創、天正の戦乱で衰退。本尊・十一面観音が残る。本堂および中腹の廟所は松平家を祀っていて、庶民は頂上近くの奥の院大師堂を参拝する。さぬき三十三観音霊場第十番札所。
- 所在地：香川県さぬき市末 （霊芝寺）

與田寺
行基が創建、後に弘法大師が逗留し伽藍の整備をするとともに、大窪寺の造営の拠点とする。13世紀後期ころには「弘法大師再来」と云われた増吽により中興される。四国八十八ケ所の総奥之院と呼ばれている。
- 所在地：香川県東かがわ市中筋 （與田寺）

釈王寺
行基が草創、後に弘法大師が堂宇建立、天正の陣で焼失するも重文の本尊・聖観音立像など多数の仏像が残る。さぬき三十三観音霊場第五番札所。
- 所在地：香川県東かがわ市大谷 （釈王寺）

田の口薬師
（月光山青宝院薬師坊東照寺、又、瑠璃山薬王密院とも号す）
行基の開基。本尊は、弘法大師が弘仁12年に立ち寄り三国（讃岐・漢・天竺）の土で作ったと云われる塑像乾漆の薬師如来で背面に空海の名と手印が刻まれているとされていて、日本三薬師（空海の弟子・実慧大徳が名付け再興する）と称され、毎日、本堂内で参拝できるが本尊は絶対秘仏（住職でも引き継ぎのときのみ見られる）で、江戸時代初期作と云われる前立ち仏が拝観できる。また、本堂の地下は真っ暗い戒壇めぐりになっていて中央には大日如来・釈迦如来・阿閦如来が、その先には閻魔大王が祀られていて上に上がると干支の十二仏が祀られている。
- 所在地：香川県東かがわ市白鳥352 （田の口薬師）

東海寺
行基が開基し、弘法大師も逗留。源義経が四国上陸したとき最初に宿営した寺と云わる。
- 所在地：香川県東かがわ市馬宿 （東海寺）

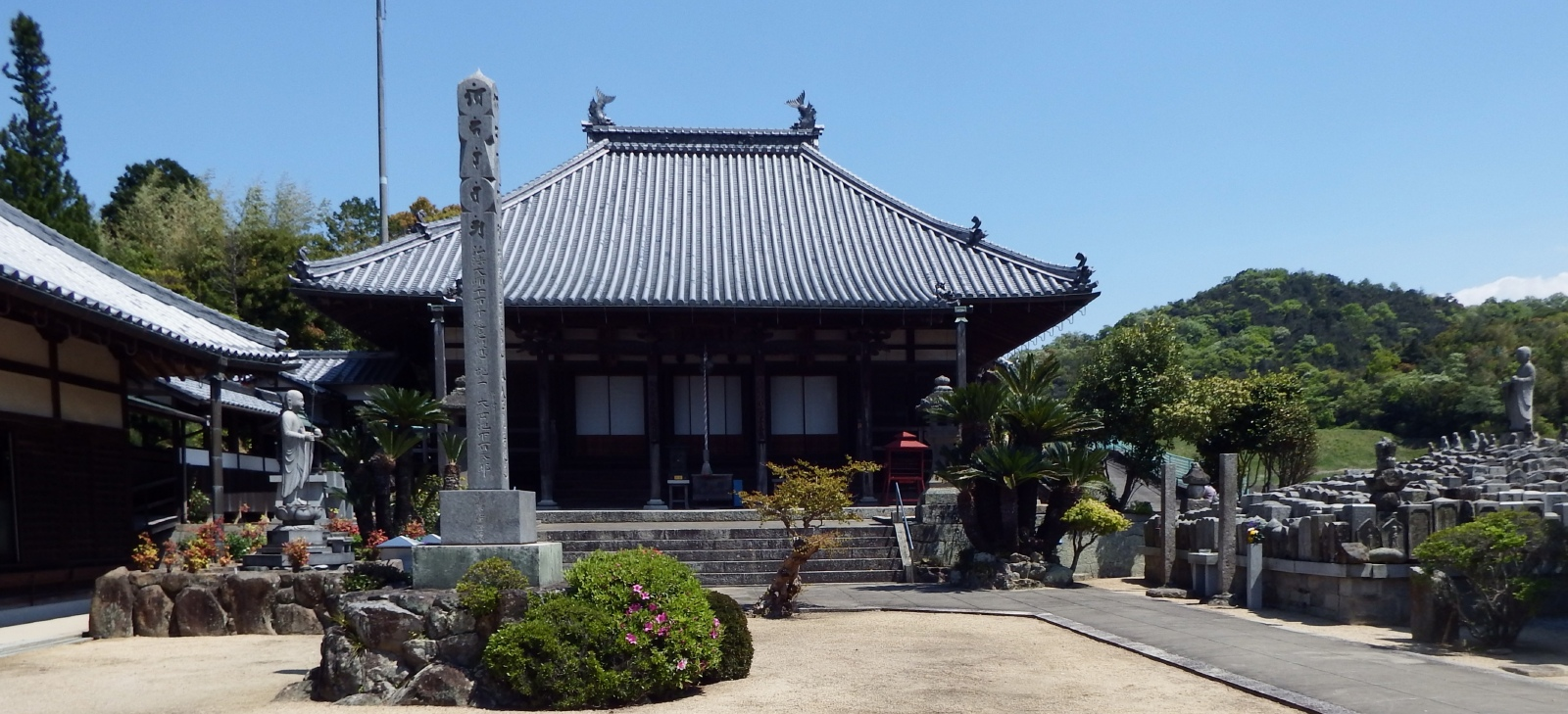
長福寺の本堂
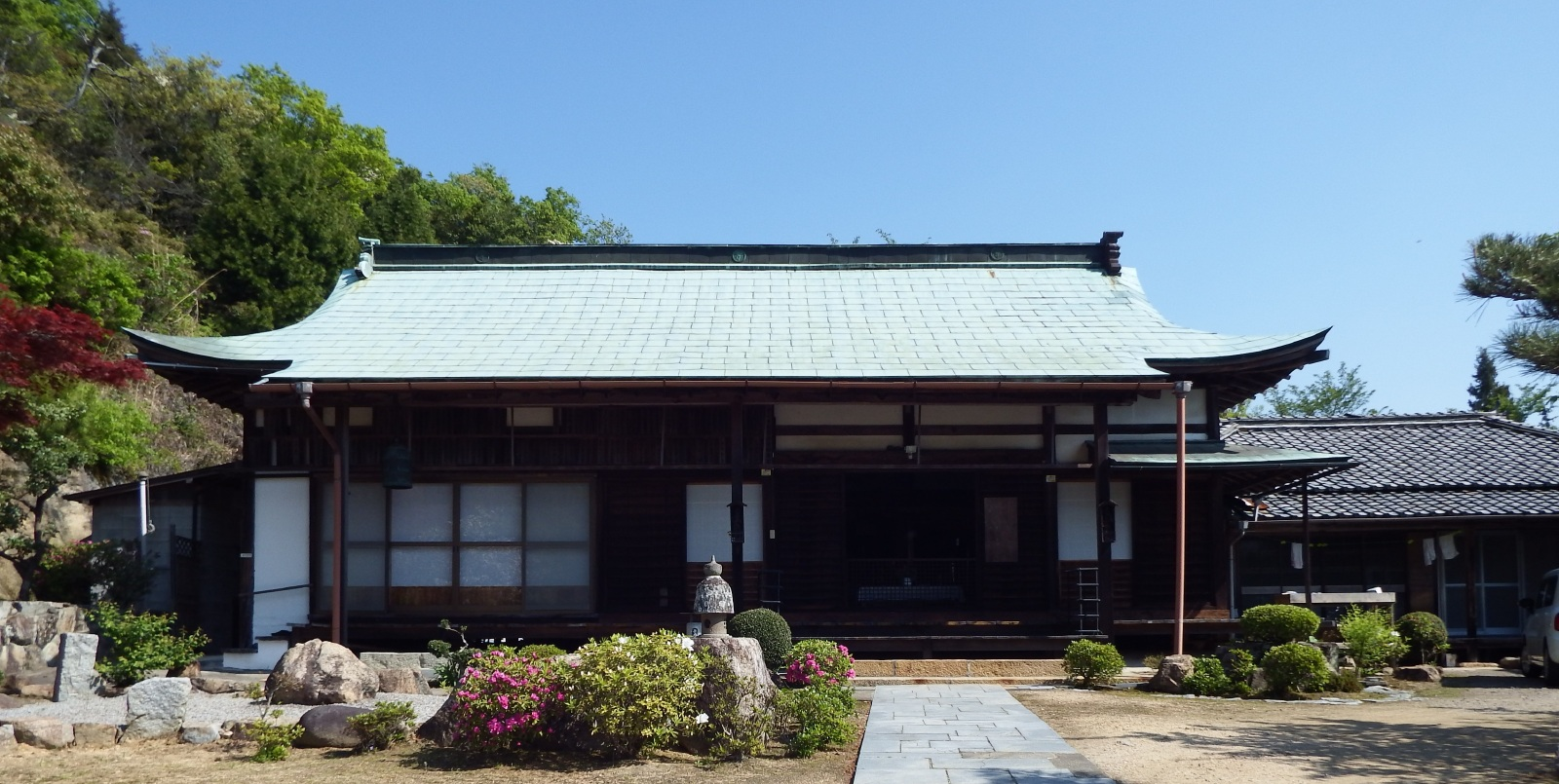
霊芝寺の奥之院大師堂
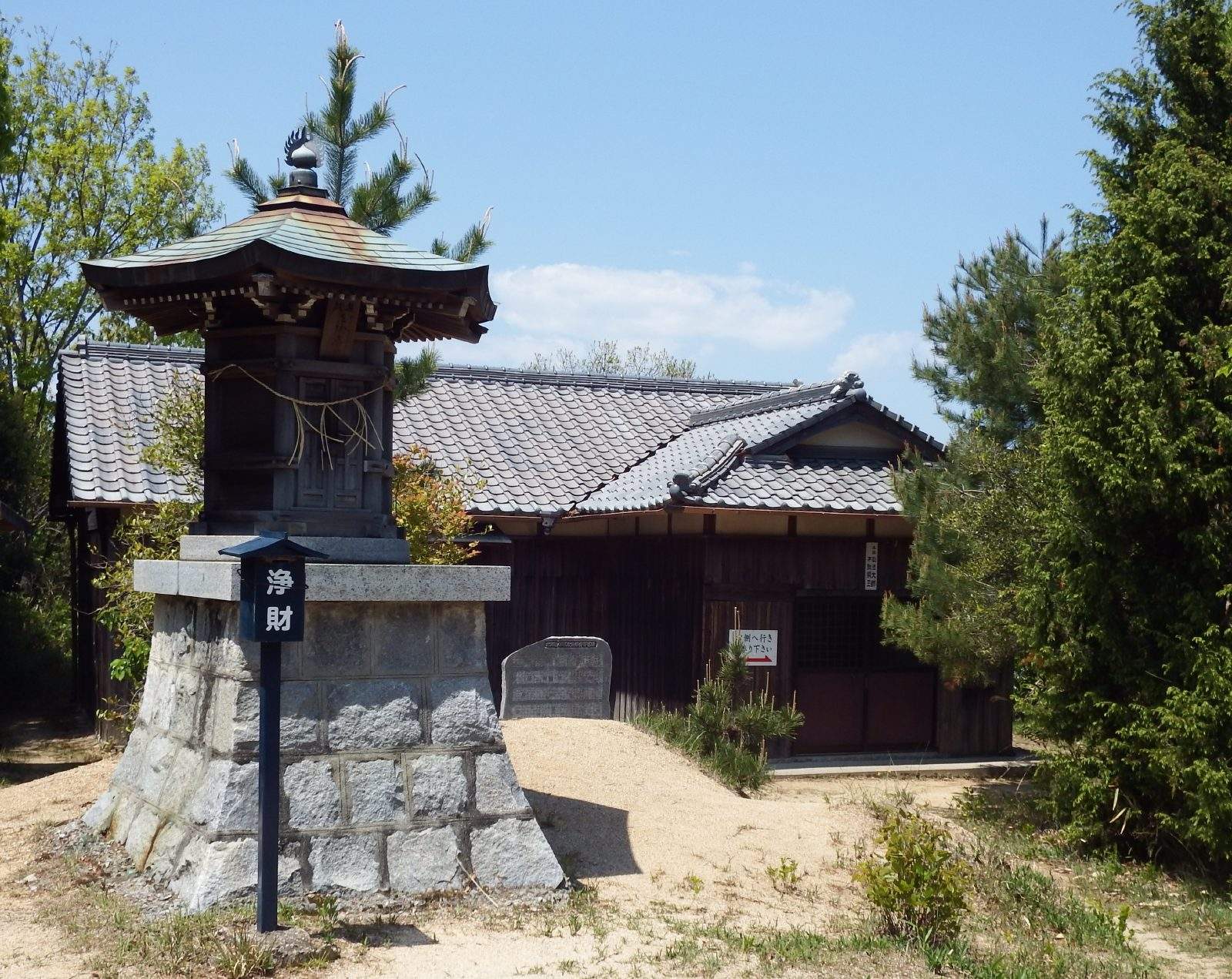
與田寺の山上の大師堂
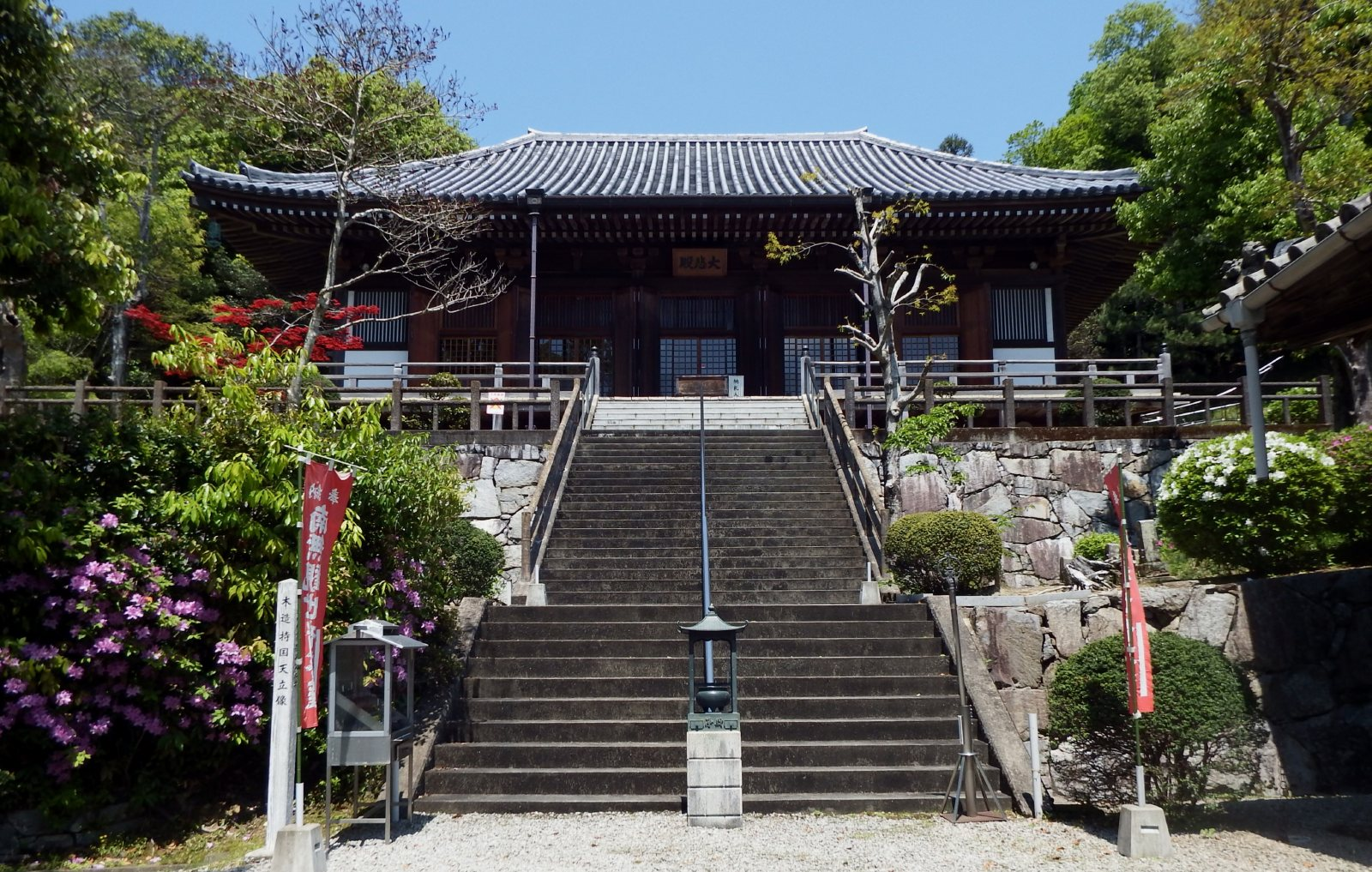
釈王寺の本堂
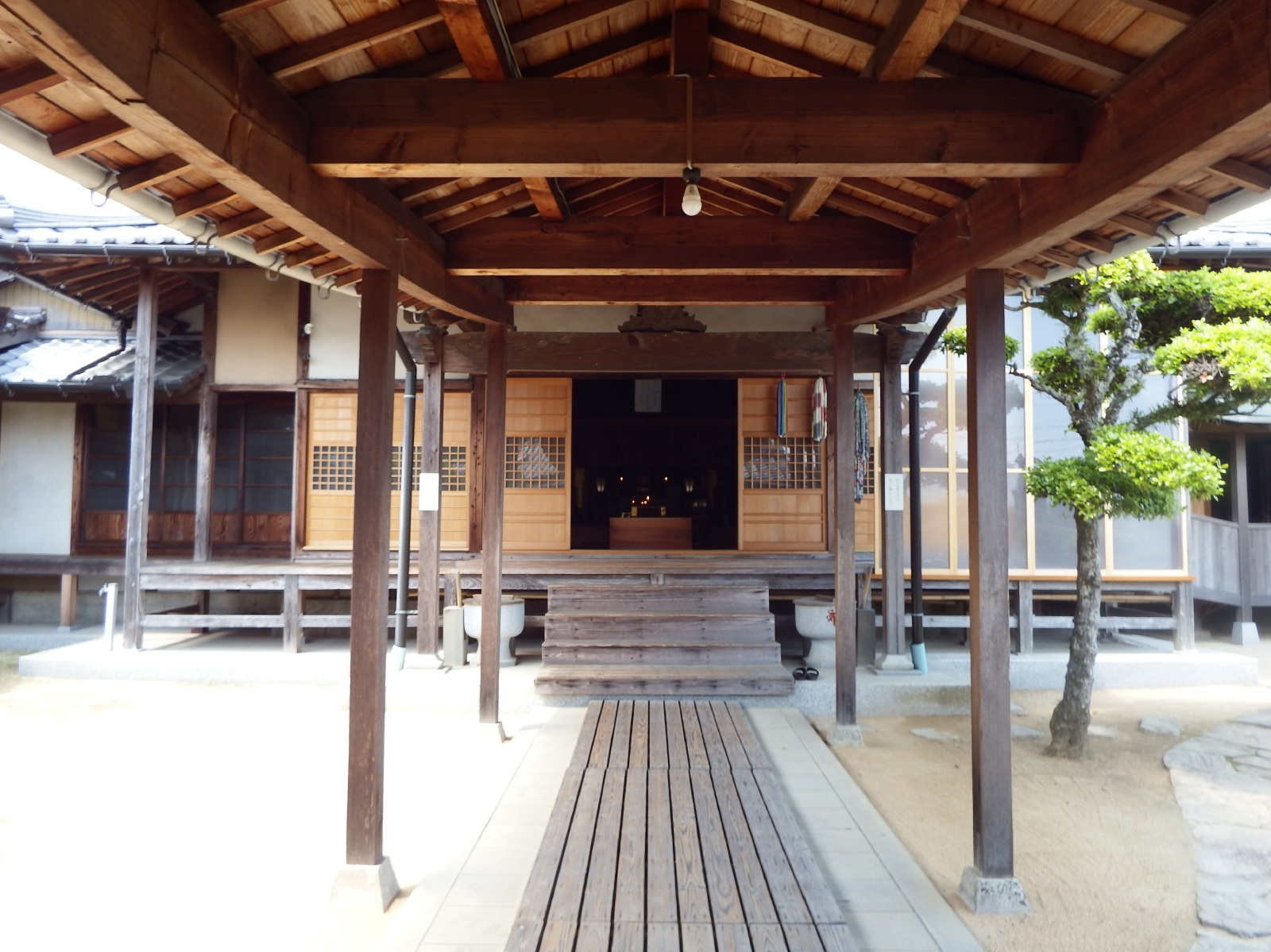
田の口薬師の本堂
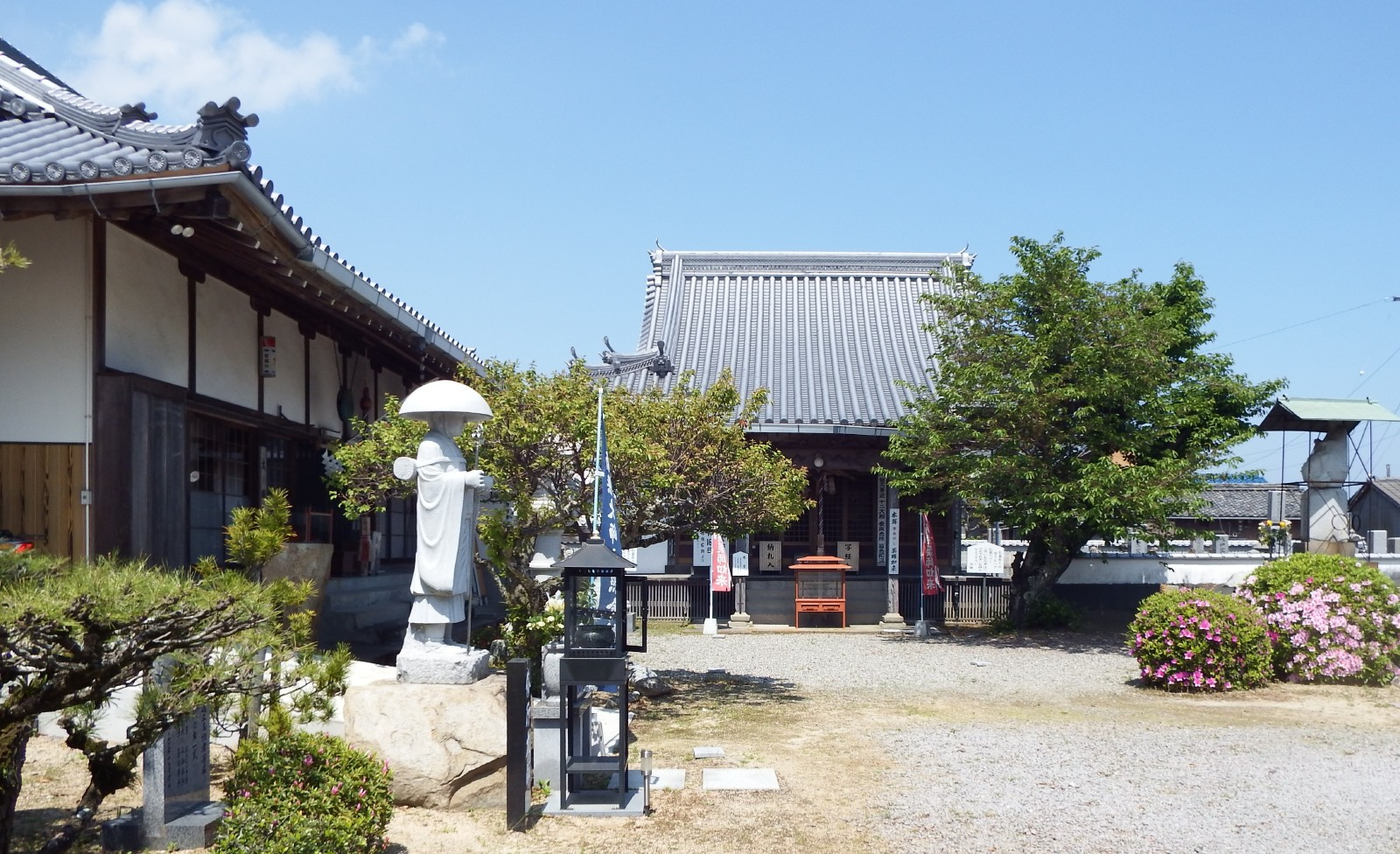
東海寺の本堂と大師堂